# 夏洛特·卡塔克利
夏洛特·卡塔克利（シャーロット・カタクリ，夏洛特·卡塔庫栗）是日本動漫作品《ONE PIECE》中的人物，於圓蛋糕島篇初登場。為BIG MOM海賊團「甜點三將星」之首、四皇「BIG MOM」夏洛特·莉莉的次子。

## 設計
- 名字來源取自「豬牙花」（Katakuri），在日本稱為「片栗」，也可能是指「片栗粉」（katakuriko）。
- 服裝風格則可能採用美國摩托車騎手的啟發，同樣有著皮革背心、紋身、皮帶和裝飾摩托車騎士靴子後有馬刺的特色。
- 在生命卡公布外貌原始設計中，衣服類似同胞弟弟代佛克的穿著，背上背著一把大刀，與現行風格迥異，髮型也設計不同，但一樣遮住嘴巴。
- 用三叉戟土龍和恐怖的见闻色霸气也参考自西游记里与孙悟空交过手的二郎神。

## 人物
卡塔克利是四皇夏洛特·莉莉的次子，和代佛克、歐本為三胞胎兄弟，BIG MOM海賊團的「甜點三將星」之首暨負責掌管小麥島低筋麵粉鎮的「麵粉大臣」。他是家族的核心，實力最強的幹部（子女），在與魯夫展開最後的殊死戰前從未戰敗，被夏洛特家八女布璃叡譽為「夏洛特家族的最高傑作」。在家族裡深受弟妹們的愛戴及崇拜，擁有著自己的粉絲團，同時也平等地愛護著家人；是夏洛特家最受歡迎的哥哥排行榜第一名。
外貌一名神情冷漠的中年男子，留著紫紅色短髮、身材高大、肌肉強健、雙腿修長，雙臉頰各有道縫補的傷疤；左手臂和左半身有桃色的骷髏狀圖案的紋身，整體服裝造型充滿著濃厚的黑色金屬風，有著圍領巾蓋住嘴部，戴著一雙黑色手套，左臂有刺環，穿著黑色牛仔褲和牛仔靴，靴後有馬刺。
性格沉著冷靜、沉默寡言且智勇雙全，遇到突發事件時可以立即做出最適當的應對處理能力。責任感強烈，對家族絕對忠誠，外表上看起來孤傲冷峻，實際上相當關心家人和部下，絕不輕饒任何企圖傷害手足們的對象。平常是個精準安排事務且重視形象的完美主義者，私底下極度嗜吃甜食且吃相粗魯，會安排固定下午茶時間獨自吃點心補充力量及放鬆自己。
具有武道家的風範，不喜歡外人插手他和對手之間的決鬥，尤其是因此導致自己獲得優勢時，甚至不惜讓自己處於和對方相同的處境再進行戰鬥。同時是蒙其·D·魯夫認可和想要超越的強者。

## 能力

### 惡魔果實
卡塔克利是特殊超人系「糯糯果實」的能力者，能將身體任一部位變成麻糬（黏餅）黏住對手或製造出黏餅來使用，亦能讓黏餅武裝色硬化使其變成堅固的性質，還能將身體任何一部分伸長並黏住對手。弱點是遇水氣會軟化。同時是已覺醒的能力者，覺醒後可將環境周遭的事物變成黏餅糰。
與橡膠果實的能力相當類似，不過有著更為優秀的延展性與變化性（例如對身體的四肢進行修復或增加數量、利用無雙甜甜圈產生出額外的手臂），還能配合見聞色改變身體的型態來躲避攻擊，這個特性曾一度被魯夫誤解為是自然系的能力。

### 霸氣
卡塔克利本身擁有強大的見聞色霸氣、武裝色霸氣、霸王色霸氣，其中他的見聞色霸氣最為突出，已經鍛煉到能預知部份「未來」的程度，配合他能改變身體型態的果實能力，可以高效率躲避對手用武裝色霸氣進行的攻擊；而他的武裝色霸氣相當強悍，能大幅強化他的身體型態和黏餅產物；他的霸王色霸氣不輸精於這項霸氣的魯夫，兩人霸氣相撞不分高下。

### 武器
卡塔克利的使用武器為一把名為「土龍」的三叉戟，平時透過果實能力藏匿於手臂之中。此外也會使用雷根糖當作攻擊道具發射出去，其發射威力如同子彈般的速度與力量且能貫穿人體。

## 劇中表現
2歲喜歡上吃甜甜圈，3歲吃甜甜圈嘴張得太大導致嘴被撕裂，5歲成為糯糯果實能力者，10歲為了不露出破綻，開始把嘴遮蓋起来。童年時期的卡塔克利原本個性開朗且不受他人看法影響的人，而且擁有怪物般的力量，雖然其樣貌而有著吞鰻這個綽號並受到他人鄙視而無法交朋友，作為哥哥的裴洛斯培勒曾經勸諫可以把嘴巴遮掩住，但他本人毫不在意，並表示做自己就好，如果有誰嘲笑就揍扁他，即便交不到朋友也不肯遮住自己的嘴。後來被卡塔克利被擊退的人為報復他，故意劃割傷他妹妹布璃叡的臉，布璃叡也因此留下了永久性地傷痕，卡塔克利知道之後感到十分憤怒和自責，覺得是因為自己而導致布璃叡受傷，遂出面為布璃叡報仇，加上出於自責和後悔而拼命鍛鍊實力。從此以後，卡塔克利為了保護自己的手足們，開始養成用圍巾遮住嘴巴的習慣，但他的大嘴並非天生的，而是他吃東西的速度有關。為了親人將自己變得沉默寡言，扮演成一個在世人和手足面前完美而又強大的哥哥，而且不會輕易放過看見他臉部全貌的人。
圓蛋糕島篇接到「BIG MOM」夏洛特·玲玲的召見，與妹妹斯姆吉同時抵達「圓蛋糕島」。於茶會當天現身，參加家族與賓什莫克家的婚禮，於婚禮開始前預知內臟販賣者吉古拉欲暗殺「BIG MOM」，透過雷根糖遠程狙擊射殺不願配合培基作入場檢查的吉古拉。婚禮期間透過能力預知到妹妹普琳忽然跪地哭泣，對於普琳的失控感到疑惑，察覺到普琳沒有按原計劃射殺香吉士，且改由神父開槍仍被香吉士躲過。於是卡塔克利搶在神父開槍前出手，試圖狙擊香吉士但被其避開，雷根糖反而擊中神父；隨後預知到一群魯夫出現搗亂婚禮現場，擋在BIG MOM面前準備出手並警告「BIG MOM」事態已經變成無法預測和阻止的情況。卡塔克利預知到魯夫破壞「聖母·卡爾梅露」照片的未來，隨即出面阻止魯夫，一腳將二檔狀態的魯夫踢到吐血，同時用果實能力封住他的行動，但被吉貝爾用「紅茶·過肩摔」潑灑足部令魯夫脫困。在魯夫決定再給媽媽看破碎的聖母照片後，培基推測卡塔克利看到了事態嚴重的未來，卡塔克利命令培基快點殺死魯夫，但被拒絕。卡塔克利告訴兄長裴洛斯培勒盡速殲滅賓什莫克家族，此時培基用槍攻擊卡塔克利，但子彈被卡塔克利的果實能力擋下。卡塔克利無視培基，欲出手阻止魯夫，被支援魯夫的佩特羅和吉貝爾阻撓，他在輕鬆突破3人防線後將魯夫壓倒在地，但魯夫突然伸長橡膠手臂讓「BIG MOM」看見被打破的相片，導致「BIG MOM」為此發出了怪叫。卡塔克利用果實能力製造出許多黏餅當作耳塞分給同伴抵禦「BIG MOM」的喊叫，在魯夫等人作戰計畫失敗後躲進城堡時，搶回了布璃叡，用能力堵塞住培基城堡的砲管，他則出面迎擊並打傷協助草帽海賊團、凱薩、培基等人爭取時間的伊吉士。但城堡因為玉手箱的炸裂而崩塌，草帽海賊團和火戰車海賊團順勢逃走，事後卡塔克利命令代佛克帶領軍隊分頭捉拿準備逃離BIG MOM領土的草帽海賊團和火戰車海賊團。
自己則是叡帶兵埋伏在千陽號，等待草帽海賊團到來以斬草除根，在布魯克與喬巴企圖搶回千陽號時旁觀兩者戰鬥，讚嘆布魯克對付棋子兵的能力。當魯夫等人抵達千陽號時，命令所有部下及棋子兵立即返回「鏡面世界」，擋下所有攻擊與魯夫對決，在佩特羅自爆後，被魯夫拖進「鏡面世界」。魯夫決定留下擋住而發起了對決挑戰後，與其正面交手，戰鬥期間用能力模仿魯夫的攻擊方式，以壓倒性實力壓制並擊敗魯夫。隨後和兄長裴洛斯培勒取得聯絡，並叫醒布璃叡要其利用能力通過其他通向千陽號的鏡子傳送士兵過去破壞船隻，並且繼續壓制魯夫。卡塔克利預知魯夫即將要使用四檔，轉而利用能力將魯夫增強力量的時間給打斷並困住對方，脫身去享用下午茶。但隨後掙脫黏餅的魯夫破壞他的點心時間，還和廚師們看見他的用餐模樣，被看見真實容貌的卡塔克利頓時失去理智，憤而擊倒廚師們並再度和魯夫交戰，卻因此露出破綻被魯夫擊中一招，隨後卡塔克利漸漸恢復理智，並用強大的武裝色霸氣壓制魯夫。魯夫帶著布璃叡多次穿越鏡面世界逃離卡塔克利，但不久再度返回鏡面世界與之對決，依舊仍以壓倒性的實力將魯夫完全壓制，隨即察覺到魯夫漸漸的能夠和自己一樣看到未來，亦開始逐漸認同魯夫的實力和決定趕快解決對方，但突然魯夫分神中了自己發出一招致命傷。此時卡塔克利發現是妹妹芙蘭佩在暗中偷襲魯夫而暴怒，並在訓斥芙蘭佩後，為求公平決戰而用「土龍」刺傷自己的腹部，接著與魯夫一同釋放霸王色霸氣使其他人全部昏厥，表達對魯夫實力的肯定，將「土龍」丟在一旁後繼續赤手空拳與其一對一單挑決鬥。戰鬥到了最後，剛開始雖多次被魯夫的四檔新形態「蛇人」擊中，但也很快的明白了蛇人的攻擊方式，開始進行閃避和防禦，並且做出反擊；最終兩人以最後的招式各自擊中對方，魯夫與卡塔克利先後倒下，兩人昏迷了數分鐘，接著魯夫將自己彈出下陷的坑洞，隨後起身時卡塔克利已站在他面前，並詢問魯夫「是否總有一天會來打倒BIG MOM？」，魯夫表示肯定且更聲明「我是要成為海賊王的男人！」，由此卡塔克利認同了魯夫放眼於長遠的未來，隨後力盡時特意以背部著地的方式倒下；魯夫臨走之前也充分認可和尊重卡塔克利，用禮帽遮住了卡塔克利最在意的嘴巴。之後布璃叡趕來到卡塔克利身旁，拿開他嘴上的禮帽，並一邊為他治療一邊聊過去的往事，布璃叡詢問卡塔克利為何要特意以背部著地的方式倒下，卡塔克利向布璃叡說出他平時生活中背部從不著地其實是假的，但布璃叡說她早就知道這件事，卡塔克利聽後害羞的臉紅了，也回憶起小時候的事情。卡塔克利向布璃叡問魯夫他們的情況，但被布璃叡看透心思，因為卡塔克利肯定希望魯夫他們能平安無事地逃出「BIG MOM」地盤，但布璃叡也表示，饒不了把自己哥哥傷成這樣的魯夫，卡塔克利因布璃叡的不忿與小時候的自己保護布璃叡的心態相似，如今立場調換感到諷刺以及魯夫他們成功脫逃「BIG MOM」地盤而感到高興並微微一笑。

## 備註
1. ↑  第825集由宋克軍配音，第830集起改由孫中台配音。
2. 1 2  連載時為自然系，後於漫畫第86卷中的劇情中更正為特殊超人系。
3. 1 2  東立翻譯「黏滯果實」。
4. ↑  「卡塔克利」此名字最初東立於第84卷譯名為「卡塔克莉」，當時尚未登場不知其身份、性別、外貌，譯成跟夏洛特·莉莉一樣的，比較女性名字的「莉」，後來正式登場改成男性名字的「利」。